# Slag bij Kadesh
De Slag van Kadesh (soms ook als Kadesj, Qadesh of Quadesh gespeld) ook wel Kinza genoemd - te identificeren met het huidige Tell Nebi Mend aan de rivier Orontes in Syrië - vond plaats bij Kadesh tussen de legers van Egypte van het Nieuwe Rijk onder leiding van Ramses II (1290 – 1224 v. Chr.) en de Hettitische strijdmachten onder leiding van Muwatalli II en werd nabij die rivier uitgevochten in het jaar 1274 v.Chr.
De Slag van Kadesh was de militaire climax in de spanning tussen het Egyptische en het Hettitische rijk, in een conflict dat al jaren aansleepte. Beide machten troffen elkaar in de grensgebieden van hun rijken, het huidige Syrië. De Hettieten waren naar Syrië afgezakt om Amurru, een voormalige vazal die naar de Egyptische kant was overgelopen, terug onder Hettitisch gezag te plaatsen. De Hettieten bivakkeerden in Carchemish en waren woest op de Egyptenaren vanwege dat verraad. De Egyptenaren zelf deden er alles aan om de controle over hun nieuwe vazal te behouden en rukten massaal uit om het land te beschermen. Het was waarschijnlijk de grootste strijdwagenslag ooit, er werden ongeveer 5000 voertuigen ingezet.
De Hettitische koning Muwatalli II plaatste zijn troepen achter de grote heuvel bij Kadesh. Hij kon een beroep doen op vele van zijn bondgenoten, onder wie Rimisharrinaa, de koning van Aleppo. Ramses II voelde zich veilig nabij Kadesh want hij dacht dat het Hettitische leger nog in Aleppo zat, maar kwam de waarheid pas te weten toen zijn verkenners twee Hettitische soldaten gevangennamen. Ramses zond onmiddellijk koeriers naar de Ptah- en Seth-divisie (in het Egyptische leger kregen de divisies namen van goden), die zich nog steeds aan de verkeerde kant van de rivier Orontes bevonden en maande hen hem snel te hulp te komen.
Maar voordat Ramses zijn divisies bijeen kon krijgen, reden ongeveer 2000 strijdwagens van Muwatalli's strijdmacht in op het centrum van de Ra- en Amon-divisie en sloegen aan het plunderden in de Egyptische colonne. De Hettieten, in (voorbarige) overwinningsroes en afgeleid door alle buit die er te halen viel, werden op hun beurt echter overvallen door de haastig ontboden Ptah- en Seth-divisie, die zodoende Ramses van de ondergang wisten te redden.

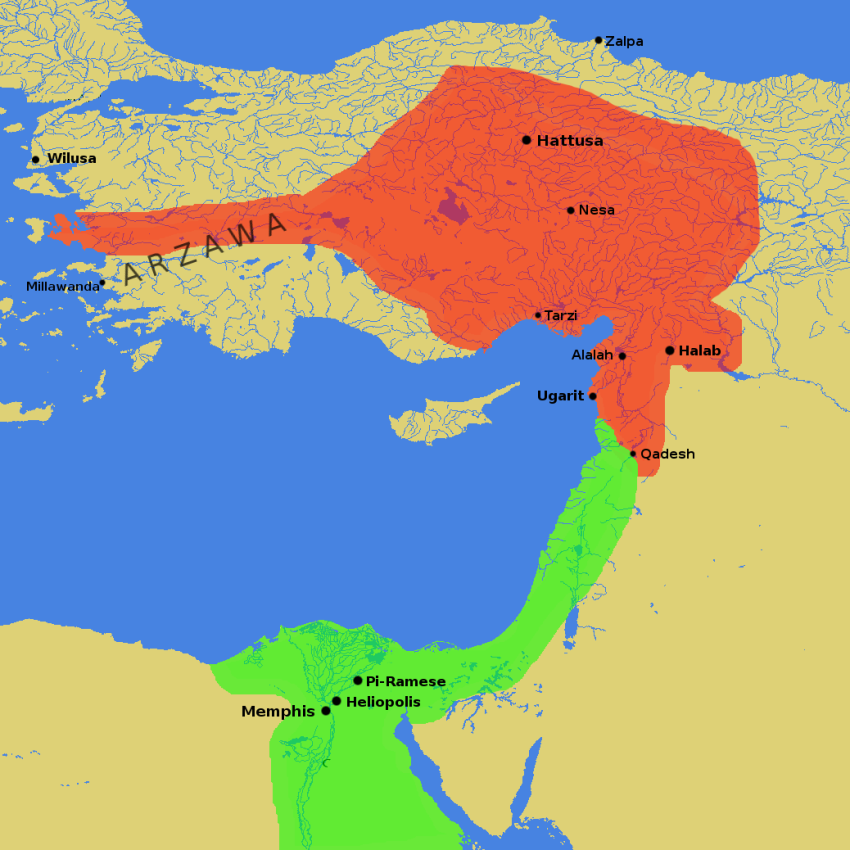
Het Egyptische rijk onder Ramses II (groen) grenzend aan het Hettitische Rijk (rood) op het hoogtepunt van zijn macht rond ca. 1279 v.Chr.

De Egyptenaren moesten nu terugtrekken. Ramses zelf kon ternauwernood ontsnappen aan gevangenschap, mede door versterkingen die door Amurru gestuurd waren om de farao te assisteren en die de Hettieten konden terugdringen. Door de gewonnen tijd konden de Egyptenaren zich hergroeperen en de strijdwagens van de Hettieten bijna omsingelen, maar die slaagden erin om zich over de Orontes terug te trekken en zich terug bij de rest van hun leger te voegen. Omdat Muwatalli geen gebruik maakte van de inzet van de reserve-eenheden op het moment dat de Farao Ramses nog niet in slagorde opgesteld stond (nadat de Ra-divisie verslagen was en de Amon-divisie in chaos verkeerde) verspeelde hij het tactisch overwicht.
Het inzetten van de reserves van Muwatalli veel later in de slag, dit met het oogmerk om tactisch verlies goed te maken in plaats van strategisch voordeel uit te buiten, wordt gezien als een klassieke strategische fout. De niet gebonden Ptah- en Seth-divisie van Ramses hebben gebruikgemaakt van deze gelegenheid en forceerden een status quo waarop de dag erop besloten werd de strijd te staken.
Beide kampen noemden deze slag een overwinning, maar Ramses' troepen hadden veruit de meeste slachtoffers en waren er niet in geslaagd om meer grondgebied in te nemen. Kadesh en Amurru werden door de Hettieten hernomen. Dit verlies van prestige zorgde voor een reeks van opstanden in het Egyptische Rijk, waardoor Ramses zich niet meer op het grensconflict kon concentreren. En in 1259, in het 21ste jaar van de heerschappij van Ramses II, 15 jaar na de slag, werd het eerste paritaire vredesverdrag ter wereld (voor zover bekend althans) gesloten tussen Ramses II en Hattusili III (indirecte opvolger van Muwatalli II). Van dat verdrag bestaan drie versies: een Oud-/Middelegyptische, een Akkadische en een Hettitische variant. Overigens is een reproductie van het vredesverdrag heden ten dage te vinden in het gebouw van de Verenigde Naties in New York. Nog eens 13 jaar later, in 1246 v.Chr. stuurden Hattusili III en zijn vrouw Puduheba een van hun dochters naar Egypte om in het huwelijk te treden met Ramses II, opdat de goede relaties tussen de beide dynastieën daarmee verzekerd zouden zijn.

## Overwinning of onbeslist?
Alhoewel de slag bij Kadesh onbeslist was, beweerden beide partijen te hebben gewonnen. De Hettieten claimden de overwinning omdat ze hun hegemonie behielden in Syrië en zelfs een uitbreiding maakten naar het grensgebied, terwijl Egypte succesvol een invasie afdwong. In werkelijkheid waren zowel de Hettieten als Egyptenaren moegestreden. Jaren later na de dood van de Hettitische koning Muwatalli II regeerde zijn erfgenaam Hattusili III, die erin slaagde een goede relatie met Egypte op te bouwen. Waarschijnlijk was deze goede relatie het gevolg van de angst voor de Assyriërs. Na Hattusili raakte het Hettitische rijk in verval.